# Ivan Pikulík
Ivan Pikulík (* 11. října 1994, v Senici) je slovenský fotbalový záložník, v současnosti působící v klubu FK Senica.

## Klubová kariéra
Svoji fotbalovou kariéru začal v FK Senica, kde se postupně propracoval v roce 2013 přes mládežnické kategorie do prvního mužstva.